# Donacia limonia
Donacia limonia är en skalbaggsart som beskrevs av Schaeffer 1925. Donacia limonia ingår i släktet Donacia och familjen bladbaggar. Inga underarter finns listade i Catalogue of Life.